# Sid Catlett
"Big" Sid Catlett (17. januar 1910 i Indiana – 25. marts 1951 i Chicago USA) var en amerikansk jazztrommeslager.
Catlett hører til en af jazzens vigtige trommeslagere. han spændte fra at kunne spille Dixieland over Swing til Bebop. Han har spillet med Louis Armstrong, Benny Carter, Charlie Parker, Dizzy Gillespie og Ben Webster.

## Eksterne kilder og henvisninger
- Biografi om Sid Catlett på drummerworld.com